# Angeklagt (1988)
Angeklagt (Originaltitel: The Accused) ist ein US-amerikanisch-kanadisches Filmdrama aus dem Jahr 1988, das auf wahren Begebenheiten basiert. Der Regisseur war Jonathan Kaplan, der Drehbuchautor Tom Topor.
Jodie Foster erhielt für die Hauptrolle die Filmpreise Oscar und Golden Globe.

## Handlung
Das Drehbuch des Films beruht auf dem wahren Fall von Cheryl Araujo, die am 6. März 1983 in der Big Dan’s Bar in New Bedford (Massachusetts) zum Opfer einer Gruppenvergewaltigung (engl. gang rape) wurde.
In einer Bar wird die junge Arbeiterin Sarah Tobias Opfer einer öffentlichen Gruppenvergewaltigung, wobei keiner der anderen Anwesenden etwas dagegen unternimmt. Staatsanwältin Kathryn Murphy versucht zunächst, die Vergewaltiger selbst vor Gericht zu bringen, geht dann jedoch auf einen Vorschlag der Verteidigung ein, einen Deal zu machen. Dieser besteht darin, dass die Angeklagten nicht wegen Vergewaltigung, sondern wegen gefährlicher Körperverletzung zu einer Freiheitsstrafe von zweieinhalb bis fünf Jahren verurteilt werden.
Wegen ihres schlechten Gewissens, das sie durch die Annahme des Deals bekommt, da die Menschen jetzt wegen der Geschehnisse über das Opfer herfallen und sie als „Nutte“ behandeln, versucht Kathryn Murphy daraufhin, eine Verurteilung der Zuschauer der Tat zu erreichen, die nicht nur nichts dagegen taten, sondern die Vergewaltiger auch noch anstachelten. Die Sache wird dadurch schwierig, dass das Opfer einen schlechten Leumund hat. Die Staatsanwältin lehnt einen Deal ab, da sie möchte, dass das Opfer im Zeugenstand ihre Geschichte erzählen kann.
Sie findet schließlich auch einen Zeugen, der die Geschehnisse vor Gericht bestätigt. Nach sehr langer Beratung der Geschworenen und diversen Unterbrechungen wegen Zwischenfragen zu einigen Aussagen erreicht die Anklage ihr Ziel, die Anstifter der Tat zu verurteilen. Auch die drei Vergewaltiger werden nun zusätzlich wegen Vergewaltigung schuldig gesprochen, was Sarah ihren inneren Frieden zurückgibt. Trotzdem, teilt der Film mit, sei das Problem der Vergewaltigung weiterhin existent, und er plädiert implizit an die Zuschauer, dieses Problem ernsthafter zu betrachten.

## Synchronisation
Die deutsche Synchronisation entstand nach einem Dialogbuch und unter der Dialogregie von Lutz Riedel im Auftrag der Berliner Synchron GmbH Wenzel Lüdecke.
| Darsteller           | Sprecher            | Rolle                       |
| -------------------- | ------------------- | --------------------------- |
| Jodie Foster         | Hansi Jochmann      | Sarah Tobias                |
| Kelly McGillis       | Regina Lemnitz      | Kathryn Murphy              |
| Andrew Kavadas       | Matthias Klages     | Angeklagter Matt Haines     |
| Anthony Holland      | Hans W. Hamacher    | Anwalt                      |
| Kevin McNulty        | H.H. Müller         | Anwalt                      |
| Jerry Wasserman      | Raimund Krone       | Anwalt                      |
| Tom Heaton           | Klaus Münster       | Barkeeper Jesse             |
| Scott Paulin         | Lutz Riedel         | Ben Wainwright              |
| Steve Antin          | Nicolas Böll        | Bob Joiner                  |
| Leo Rossi            | Manfred Lehmann     | Clifford 'Scorpion' Albrect |
| Woody Brown          | Christian Olsen     | Danny Rudkin                |
| Terry David Mulligan | Norbert Gescher     | Det. Lt. Duncan             |
| Deryl Hayes          | Martin Schmitz      | Gerichtsbeamter             |
| Bernie Coulson       | Oliver Rohrbeck     | Kenneth 'Ken' Joyce         |
| Rose Weaver          | Helga Lehner        | Krankenschwester            |
| Tom O’Brien          | Charles Rettinghaus | Larry                       |
| Allan Lysell         | Tom Deininger       | Massi                       |
| Carmen Argenziano    | Rüdiger Joswig      | Paul Rudolph                |
| Stephen E. Miller    | Jörg Döring         | Polito                      |
| Barney O’Sullivan    | Manfred Schuster    | Richter                     |
| Ann Hearn            | Ute Brankatsch      | Sally Fraser                |
| Peter Van Norden     | Andreas Hanft       | Verteidiger Paulsen         |

## Trivia
Die Szenen gelten als realistisch; einige Quellen berichten über traumatische Erfahrungen der beteiligten Schauspieler, besonders beim Dreh der Vergewaltigungsszene.
Kelly McGillis selbst war 1982 Opfer einer Vergewaltigung durch zwei Männer.
Für die französische Filmfassung, die unter dem Titel Les Accusés verbreitet wurde, sprach Jodie Foster sämtliche Dialoge von Sarah Tobias selbst.

## Kritiken
Das Lexikon des internationalen Films lobte das „effektvoll inszenierte, hervorragend gespielte Gerichtsdrama mit einem ernsthaften Anliegen, das sowohl durch die Dramaturgie als auch die moralische Argumentation einige Denkanstöße vermitteln kann“.
Cinema bezeichnete den Film als „glänzenden Beitrag für mehr Gerechtigkeit“.

## Auszeichnungen (Auswahl)
- 1989 gewann Jodie Foster den Oscar als beste Hauptdarstellerin.
- 1989 gewann Jodie Foster einen Golden Globe als beste Hauptdarstellerin in einem Drama.
- 1989 gewann Jodie Foster den National Board of Review als beste Hauptdarstellerin.

Der Film lief außerdem im Wettbewerb der Berlinale 1989, ging bei der Preisvergabe jedoch leer aus.